# Crash Test 02
Crash Test 02 to drugi album studyjny zespołu Bloom 06 wydany nakładem Blue Boys. Premiera odbyła się 23 maja 2008 roku we Włoszech, zaś 30 stycznia 2009 album został wydany również w Niemczech, Austrii oraz Szwajcarii i zawiera dodatkowo piosenkę "Being Not Like You" (anglojęzyczną wersję utworu "Un'Altra Come Te"), będącą jednocześnie singlem promującym album w tych krajach.

## Lista utworów
1. Between The Lines 6:01 (muzyka i słowa: Maurizio Lobina, Gianfranco Randone)
2. Anche Solo Per Un Attimo 4:08 (muzyka: Maurizio Lobina, Gianfranco Randone; słowa: Maurizio Lobina)
3. Welcome To The Zoo 4:19 (muzyka: Maurizio Lobina, Luca Vicini; słowa: Gianfranco Randone)
4. Fall 4:02 (muzyka: Gianfranco Randone, Maurizio Lobina; słowa: Gianfranco Randone)
5. Here We Are 5:16 (muzyka: Maurizio Lobina; słowa: Gianfranco Randone)
6. Un'Altra Come Te 3:50 (muzyka: Maurizio Lobina, Gianfranco Randone; słowa: Maurizio Lobina)
7. In Your Eyes 3:43 (muzyka: Gianfranco Randone, Maurizio Lobina; słowa: Gianfranco Randone)
8. Reaching For The Stars 4:16 (muzyka: Luca Vicini, Maurizio Lobina; słowa: Gianfranco Randone, Luca Vicini)
9. You're Amazing 3:41 (muzyka: Maurizio Lobina, Luca Lobina; słowa: Gianfranco Randone)
10. Nel Buio Tra Di Noi 4:01 (muzyka i słowa: Maurizio Lobina, Matteo Curallo)

## Single
- "Un'Altra Come Te" (2008)
- "Welcome To The Zoo" (2008)
- Being Not Like You (2009)